# ماري فرانسوا (كرة يد)
ماري فرانسوا (بالفرنسية: Marie François)‏ مواليد 14 أغسطس 1993، هي لاعبة كرة يد فرنسية تلعب كظهير أيمن. مثلت منتخب فرنسا لكرة اليد للسيدات.

## سجل المنافسة
شاركت في البطولات التالية:
- بطولة أوروبا لكرة اليد للسيدات 2014

## روابط خارجية
- ماري فرانسوا على موقع الاتحاد الأوروبي لكرة اليد (الإنجليزية)